# American Football League 1962
La stagione AFL 1962 è stata la 3ª stagione sportiva della American Football League, la lega professionistica statunitense di football americano. La stagione è iniziata il 7 settembre 1962. La finale del campionato si è disputata il 23 dicembre nel Jeppesen Stadium di Houston, in Texas tra i Dallas Texans e gli Houston Oilers ed ha visto la vittoria dei primi per 20 a 17.
Al termine di questa stagione i Texans si trasferirono da Dallas a Kansas City e cambiarono la loro denominazione i Kansas City Chiefs.

## Stagione regolare
La stagione regolare è iniziata il 7 settembre 1962 ed è terminata il 16 dicembre, si è svolta in 14 giornate.

### Risultati della stagione regolare
- V = Vittorie, S = Sconfitte, P = Pareggi, PCT = Percentuale di vittorie, PF = Punti Fatti, PS = Punti Subiti
- La qualificazione ai play-off è indicata in verde (tra parentesi il seed)

| Eastern Division   |    |   |   |     |     |     |
| Squadra            | V  | S | P | PCT | PF  | PS  |
| (*) Houston Oilers | 11 | 3 | 0 | 786 | 387 | 270 |
| Boston Patriots    | 9  | 4 | 1 | 692 | 346 | 295 |
| Buffalo Bills      | 7  | 6 | 1 | 538 | 309 | 272 |
| New York Titans    | 5  | 9 | 0 | 357 | 278 | 423 |

| Western Division   |    |    |   |     |     |     |
| Squadra            | V  | S  | P | PCT | PF  | PS  |
| (*) Dallas Texans  | 11 | 3  | 0 | 786 | 389 | 233 |
| Denver Broncos     | 7  | 7  | 0 | 500 | 353 | 334 |
| San Diego Chargers | 4  | 10 | 0 | 286 | 314 | 292 |
| Oakland Raiders    | 1  | 13 | 0 | 71  | 213 | 370 |

## La finale
La finale della AFL venne giocata tra le squadre prime qualificate delle due Division, ovvero i Dallas Texans e gli Houston Oilers il 23 dicembre 1962 nel Jeppesen Stadium di Houston, in Texas. I Texans si aggiudicarono il titolo per 20 a 17.

### Vincitore
| Vincitori del campionato AFL 1962 Dallas Texans 1º titolo |